# Iljušin Il-2
Iljušin Il-2 je sovjetski vojni zrakoplov, lovac-bombarder, iz vremena drugog svjetskog rata. 
Tijekom drugog svjetskog rata ukupno je proizvedeno 36183 zrakoplova što je najbrojniji model zrakoplova u povijesti vojnog zrakoplovstva, te među najbrojnijima u povijesti čitavog zrakoplovstva.

## Razvoj
Ideja za sovjetski jurišni zrakoplov nastala je tijekom 1930-ih. Il-2 konstruirao ga je Sergej Iljušin 1938.g. 
Neobično za to vrijeme, sam Iljušin je predložio Josefu Staljinu ideju "letećeg tenka", te tražio dozvolu za konstrukciju i dizajn takvog zrakoplova u svom konstruktorskom birou. Ideja je odobrena te su naručena dva prototipa.
Prototip TsKB-55 bio dvosjed, s oklopom teškim 700kg koji je štitio posadu, motor, hladnjak i spremnik goriva. Zrakoplov je težio oko 4700kg. Prvi puta je poletio 02. listopada 1939. Na državnom natječaju pobijedio je zrakoplov Sukhoi Su-6, te dobio oznaku BŠ-2. 
Zrakoplov BŠ-2 bio je pretežak te je koristio preslabi motor, Mikulin AM-35 snage 1022 kW, koji je bio dizajniran da razvija najveću snagu na velikim visinama. Redizajnirani model, drugi prototip oznake TsKB-57 bio je jednosjed sa snažnijim motorom Mikulin AM-35 snage 1254 kW (optimizirani model motora AM-35). TsKB-57 je prvi puta poletio 12. listopada 1940. U ožujku 1941. odobren je za proizvodnju, te je u travnju iste godine dobio oznaku Il-2. Isporuke zrakoplova vojnim jedinicama započele su u svibnju 1941.
Tijekom drugog svjetskog rata proizvedeno je nekoliko inačica zrakoplova s različitim motorima, naoružanjem, kao jednosjed ili dvosjed.
Prototip dvosjed s preslabim motorom, pokazao se preteškim, te je zamijenjen jednosjedom. U prvim ratnim zadacima zrakoplov se pokazao odličnim u napadima na zemljane ciljeve, ali zbog velikih gubitaka koje su nanosili neprijateljski lovci, te razvoja snažnijih inačica motora, uvedenu su dvosjed inačice u proizvodnju u veljači 1942.g. koje su prevladale do kraja rata.